# 恋人たち (ティツィアーノ)
『恋人たち』（こいびとたち、伊: Gli amanti, 英: The Lovers）は、イタリアのルネサンス期のヴェネツィア派の巨匠ティツィアーノ・ヴェチェッリオが1510年ごろに制作した絵画である。油彩。絵画の構図と謎めいた主題は、初期のティツィアーノが受けたジョルジョーネの影響を色濃く示している。イングランド国王チャールズ1世が所有した絵画の1つで、現在はロイヤル・コレクションとしてウィンザーにあるウィンザー城に所蔵されている。またフィレンツェのカーサ・ブオナローティにはティツィアーノ後のヴァリアントが所蔵されている。

## 作品
画面右端の若い男性の腕の中で気絶しているように見える若い女性が描かれている。画面左には別の男性が女性の衣服の下に右手を滑り込ませ、相手の胸に手を当てながら鑑賞者を見つめている。本作品が19世紀の題名のように「病気の女性と夫、医師」を描いたものなのか、恍惚の中で休んでいる恋人たちを描いた作品なのかは不明である。同時代の文学あるいは古典文学に登場する恋人たちを描いていると思われるが、具体的にどのエピソードを描いているかは不明である。一般にティツィアーノは画面の人物にその時代の衣装を与えることを避けたため、どちらであるかを判断する明確な方法はない。カーサ・ブオナローティ所蔵の同じ構図の別のバージョンは、『ルクレティアの死』（La morte di Lucrezia）として知られているが、どちらの作品もこれを裏付ける剣や傷はない。

### ポンペイウス説

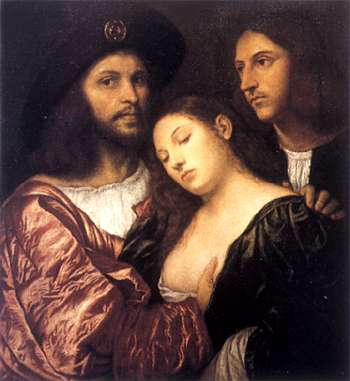
本作品のヴァリアント。カーサ・ブオナローティ所蔵。

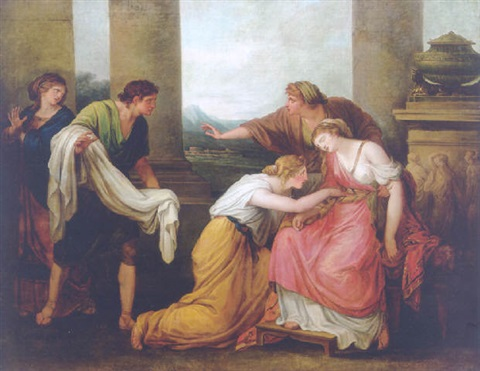
気絶するユリアを描いたアンゲリカ・カウフマンの作品。

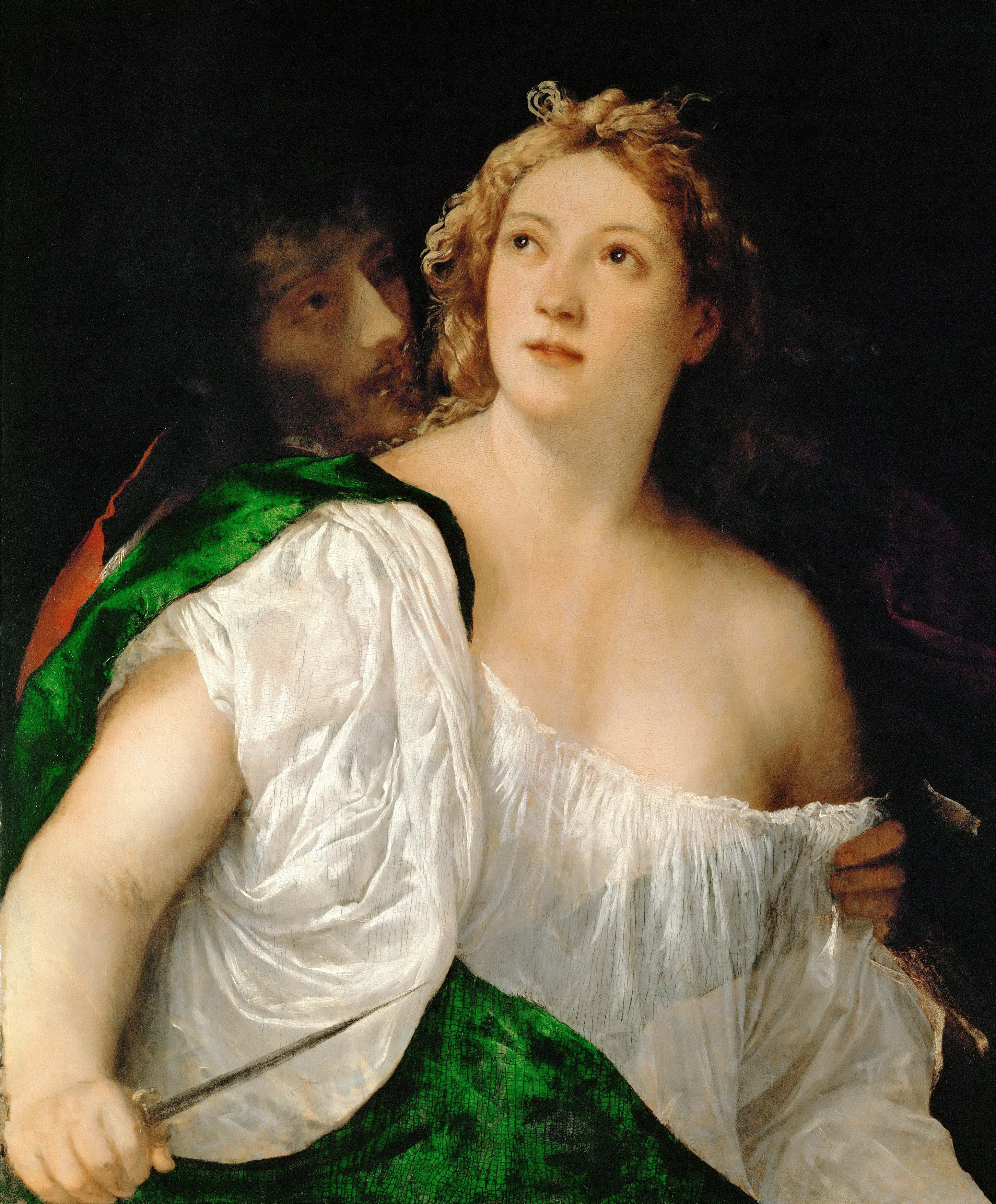
ジョルジョネスクの初期の作品の1つ『ルクレティアと夫』。美術史美術館所蔵。

本作品の主題についての有力な説の1つは、バロック期の伝記作家カルロ・リドルフィに基づいている。リドルフィは1648年にティツィアーノがグナエウス・ポンペイウスの腕の中で失神する妻コルネリアの半身像を描いたと言及しており、本作品はこのリドルフィの記述と関係する作品であることが指摘されている。
古代ローマの政務官ポンペイウスはガイウス・ユリウス・カエサルとマルクス・リキニウス・クラッススとともに三頭政治を行った。しかしポンペイウスはカエサルの娘であった4番目の妻ユリアを失い、クラッススがパルティア遠征で命を落とすと、三頭政治は崩壊し、カエサルと戦うことになる（ローマ内戦）。紀元1世紀のマルクス・アンナエウス・ルカヌスの『内乱』第5巻によると、カエサルとの最後の戦いの前に、ポンペイウスは最後に結婚した妻コルネリアを安全なレスボス島に避難させることを命じたが、コルネリアは別れ際に従者の腕の中で気を失ったという。しかし、このエピソードが描かれることはめったになく、画面の中で女性を抱きかかえている男性は従者とするには重要な人物であるように見える。
芸術でより一般的な主題は、ポンペイウスの前妻ユリアが血のついた夫の衣服を見て失神するというエピソードであるが、本作品の内容とは一致しない。

### マッテオ・バンデッロ説
もう1つはジョヴァンニ・バティスタ・カヴァルカゼルとジョゼフ・アーチャー・クロウが最初に主張したものであり、それによるとルネサンス期の作家マッテオ・バンデッロの中編小説に絵画と一致する場面が2つあるという。そのうちの1つは、おそらくウィリアム・シェイクスピアの『ロミオとジュリエット』の元ネタとなった。
バンデッロの物語によると、ある若い女が若い男と密かに結婚するが、男は彼女の父親によって海外に送り出され、女は別の男と結婚しなければならなくなる。女は気を失って明らかに死亡し、埋葬されるが、女は戻ってきた本当の夫によって蘇生される。男は彼女が蘇生したことを心臓の鼓動で確かめる。別の物語ではブルゴーニュ公の姪が密かに結婚するが、最終的にカルロ・ヴァルドレオの腕の中で死去し、男もまたその後自殺する。女の死は使用人によって目撃されており、これは画面の中の3人目の男を説明するのに適している。
しかしこの主張には難点があり、絵画の制作年代が1510年ごろであるのに対し、バンデッロが小説の制作を開始したのは1530年代以降の可能性があり、小説の出版はさらに遅い1554年になってからであった。

### 制作
数多くのペンティメントやX線撮影で明らかになった下絵は、ティツィアーノが制作過程で多くの変更を加えたことを示している。女性の衣服はおそらく完成作のものとは全く異なっており、美術史美術館に所蔵されている『ルクレティアと夫』（Lucrezia e suo marito）のルクレティアが着ている白のシュミーズと同様の形をしていた。胸の多くは衣服で覆われており、男性の手も別の位置にあった可能性がある。男性の帽子は変更され、女性の肩に置かれた3人目の男性の手は、ほとんど思いつきで描き加えられたようである。筆遣いや下絵と完成作の根本的な違いはティツィアーノの典型であり、ロイヤル・コレクションのバージョンがティツィアーノのオリジナルであることを示唆しているが、保存状態が悪いため特定は困難である。

## 来歴
絵画はチャールズ1世のコレクションに由来している。チャールズ1世の処刑後に売却されたが、王政復古の時代に回収された。現在、ウィンザー城の「キングズ・クローゼット」に飾られている。

## ギャラリー
関連作品

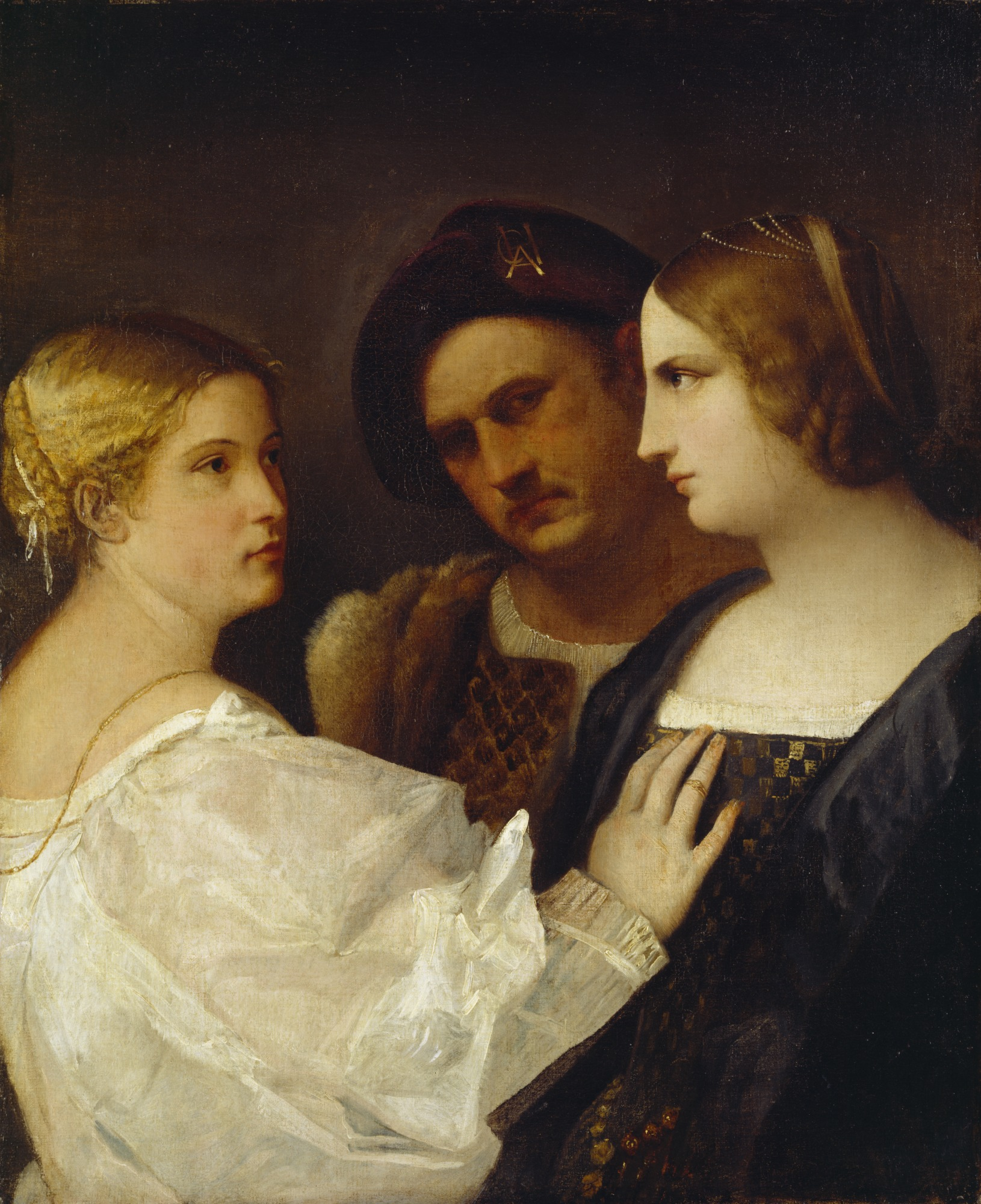
ティツィアーノ・ヴェチェッリオ『懇願』1510年ごろ デトロイト美術館所蔵
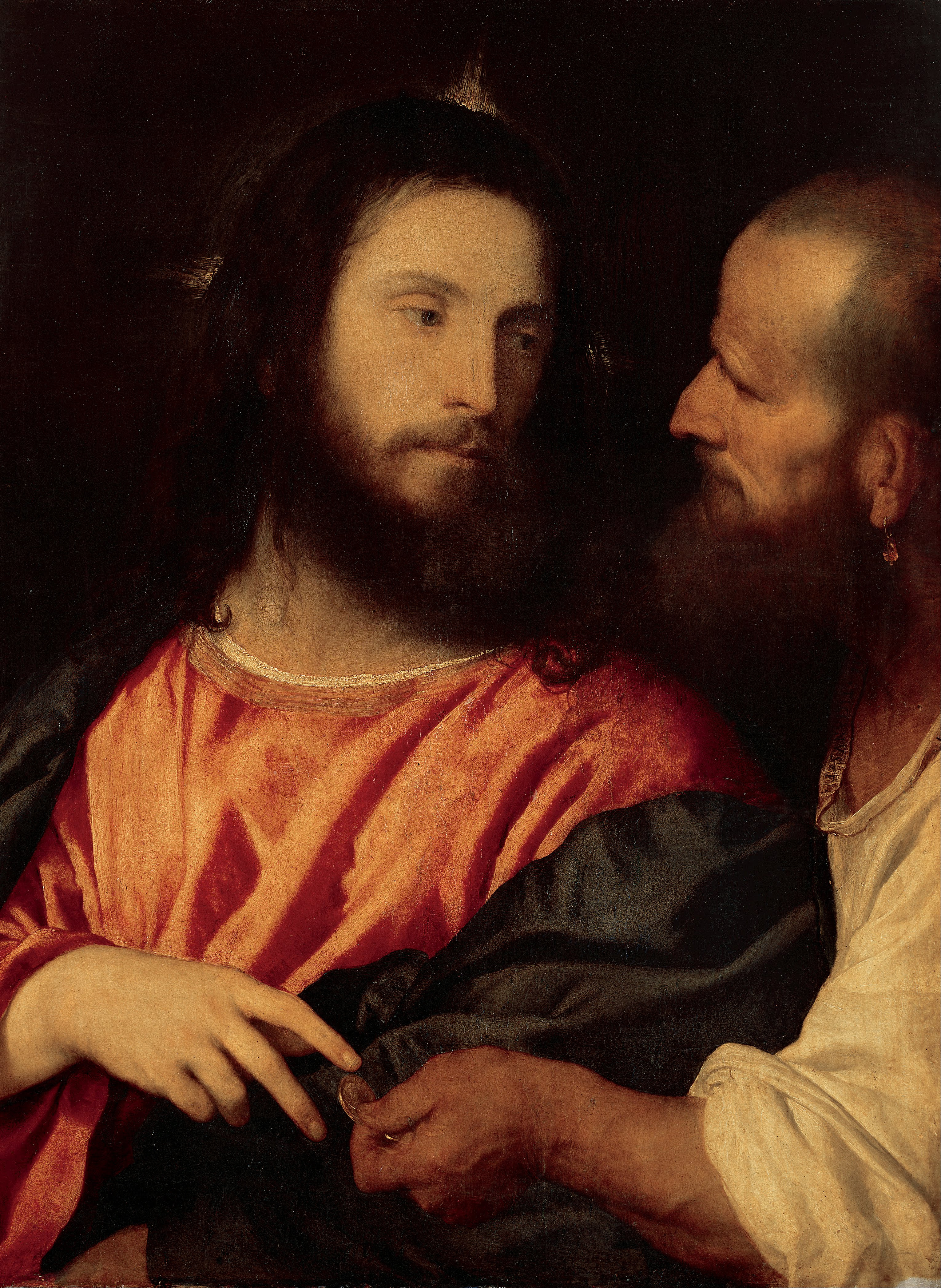
『貢の銭』1516年 アルテ・マイスター絵画館所蔵
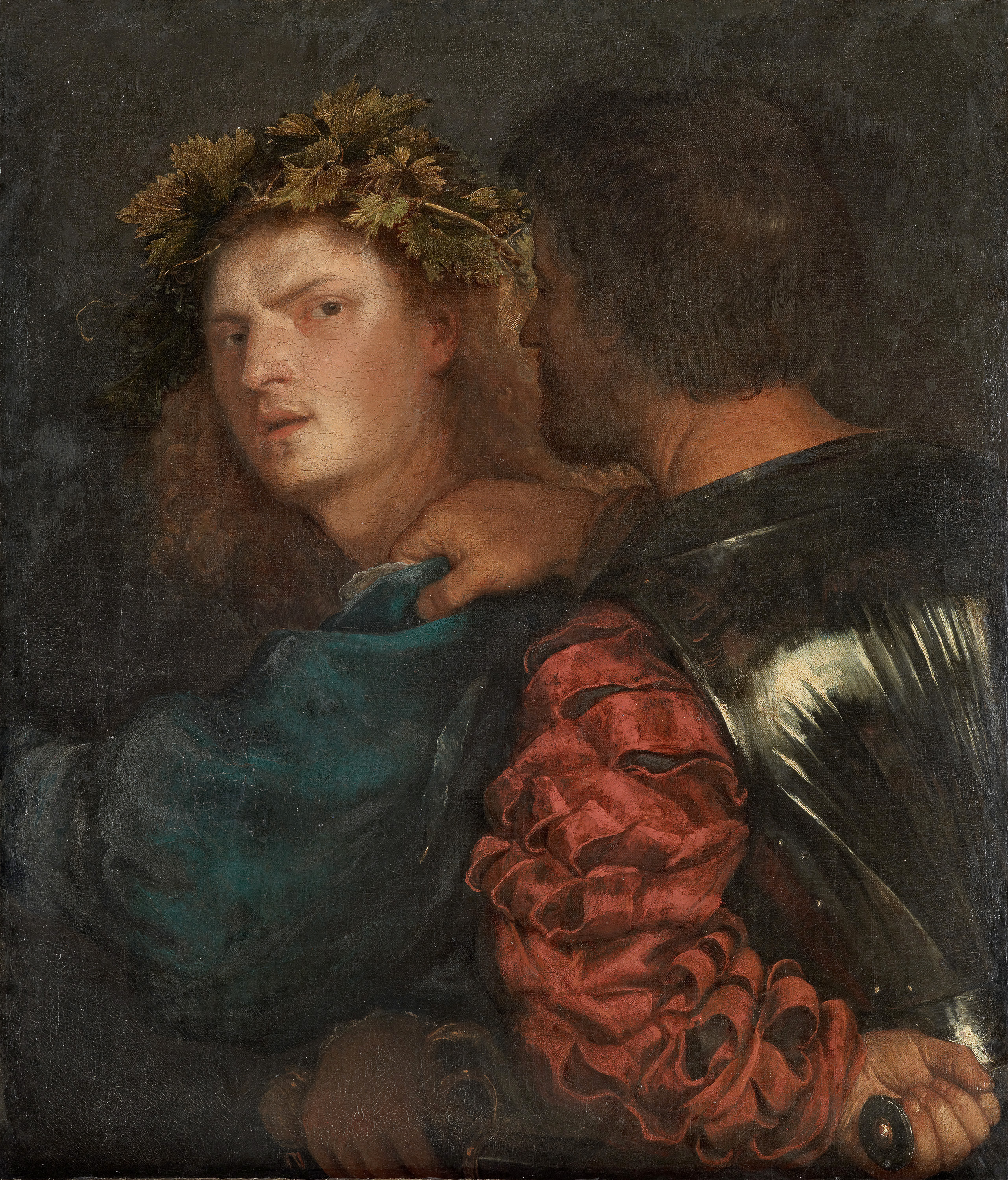
『刺客』1520年ごろ 美術史美術館所蔵
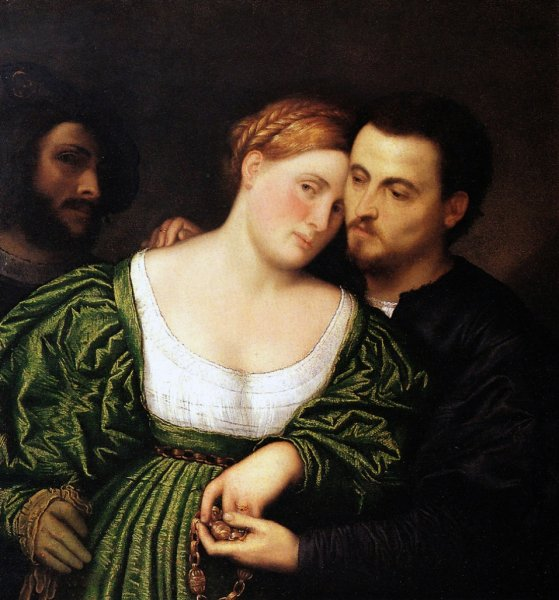
パリス・ボルドーネ『恋人たち』1525年と1530年の間。ブレラ美術館所蔵